# Хомер (Џорџија)
Хомер (Џорџија) (енгл. Homer) град је у америчкој савезној држави Џорџија. По попису становништва из 2010. у њему је живело 1.141 становника.

## Демографија
Према попису становништва из 2010. у граду је живело 1.141 становника, што је 191 (20,1%) становника више него 2000. године.
| Група             | 2000.       | 2010.         |
| Белци             | 794 (83,6%) | 1.031 (90,4%) |
| Афроамериканци    | 112 (11,8%) | 45 (3,9%)     |
| Азијати           | 8 (0,8%)    | 1 (0,1%)      |
| Хиспаноамериканци | 19 (2,0%)   | 39 (3,4%)     |
| Укупно            | 950         | 1.141         |